# Megalocoelacanthus
Megalocoelacanthus is een geslacht van gigantische uitgestorven latimeriide coelacanthen dat leefde tijdens het Laat-Krijt (Vroeg-Campanien tot mogelijk het Vroeg-Maastrichtien) in Appalachia, de Western Interior Seaway en Mississippi Embayment. De onsamenhangende overblijfselen zijn teruggevonden in de Eutawformatie, Mooreville Chalk-formatie en Blufftownformatie in Alabama, Mississippi en Georgia, en ook in de Niobraraformatie in Kansas. Hoewel er geen volledig skelet bekend is, toont zorgvuldig onderzoek van skeletelementen aan dat het nauw verwant is aan de oude coelacanthide Libys uit het Jura. 
De typesoort is Megalocoelocanthus dobiei. De geslachtsnaam betekent 'grote coelacanth'. De soortaanduiding eert herpetoloog James L. Dobie. Het holotype is  CCK 88-2-1. 
De lengte wordt geschat op 3,5 à 4,5 meter.